# موعد مع الماضي (فلم)
موعد مع الماضي هو فيلم مصري أُصدر عام 1961، بطولة صلاح ذو الفقار ومريم فخر الدين، من إخراج محمود ذو الفقار.

## قصة الفيلم
يقع حمدي (صلاح ذو الفقار) -ابن صاحب مصنع - في حب فاطمة (مريم فخر الدين) وهي ابنة أحد العمال في المصنع. يبدأ حمدي في تعليمها القراءة والكتابة ويتورطان في علاقة غرامية، ويستعد للزواج منها ولكنه يفاجأ برغبة والده في تزويجه من تحية (سهير البابلي) وهي ابنة صاحب مصنعٍ منافسٍ له. يرفض حمدي تنفيذ تلك الرغبة فيطرده والده، تقرر فاطمة الهرب لكي لا تقف في سبيل سعادة حمدي ومستقبله وتتوالى الأحداث.

## طاقم التمثيل
- صلاح ذو الفقار بدور (حمدي)
- مريم فخر الدين بدور (فاطمة)
- أمينة رزق بدور (أمينة)
- عباس فارس بدور (زكي)
- عبد الوارث عسر بدور (عبد الوهاب)
- سهير البابلي بدور (تحية)
- فؤاد المهندس بدور (عادل)
- عزيزة حلمي بدور (سيدة - والدة فاطمة)
- خيرية أحمد بدور (زكية)
- ثريا فخري بدور (فريدة)
- إكرام عزو بدور (طفلة)
- شفيق إبراهيم بدور (طفل)
- عباس الدالي
- عبد العظيم شعلان
- محمد عبد القادر
- عبد الحميد بدوي

## فريق العمل
- إخراج: محمود ذو الفقار
- قصة: شريف زالي
- سيناريو: يوسف السباعي، محمود ذو الفقار
- حوار: يوسف السباعي
- مدير التصوير: وديد سري
- مونتاج: بحري
- إنتاج: أفلام الهلال (شريف زالي)
- توزيع: الشرق لتوزيع الأفلام